# Aboud Rogo
Aboud Rogo Mohammed (Isla de Lamu, 1968 - Mombasa, 27 de agosto de 2012) fue un clérigo y extremista islámico keniano acusado de organizar la financiación de la milicia de al-Shabaab en Somalia.
Muerto a tiros en Kenia, su muerte provocó protestas y violencia con cientos de manifestantes.
Rogo fue el quinto presunto radical islámico asesinado en Kenia en 2012.

## Vida y educación
Rogo nació en Siyu, Isla de Lamu en 1968. Su padre es Abdalla Ali.
Recibió educación religiosa básica de madraza en la isla, abandonándola para hacer frente a actividades como la avicultura o la pesca y atendiendo una pequeña tienda. Comenzó a vivir en Mombasa en 1989.
En los años noventa, apoyó al Partido Islámico de Kenia, participando en las manifestaciones como un activista con base en la mezquita de Likoni.
En 1998 se casó con Khaniya Said Saggar Said, hija de Said Saggar Ahmed, conocido sospechoso de terrorismo en Kenia.

## Muerte
El 27 de agosto de 2012, Rogo fue muerto a tiros por asaltantes organizados no identificados en Mombasa cuando se dirigía con su esposa al hospital. Rogo recibió un disparo en la cabeza y murió instantáneamente, mientras que su esposa, Khaniya Said, recibió un disparo en la pierna.